# Juan Carlos Ghiano
Juan Carlos Ghiano (Nogoyá 1920 - Buenos Aires 6 de septiembre de 1990), poeta, crítico, escritor y profesor universitario argentino.
Se gradúa de Profesor de Castellano y Literatura en el Instituto Nacional del Profesorado de Paraná, Entre Ríos en 1941.
Escribe para destacados diarios de Argentina. En el periódico Clarín publica numerosas piezas de crítica y realiza innumerables colaboraciones en los diarios La Nación y La Prensa. Recibió el Premio Konex 1984: Ensayo Literario.
Escribe varias obras de teatro, inspirándose el sainete y el grotesco. Entre sus obras de teatro se destaca Narcisa Garay, mujer para llorar la cual publica en 1959.
Fue miembro de la Academia Argentina de Letras, y de la Academia Chilena de la Lengua. Premio Municipal de Literatura y la faja de honor de la SADE (Sociedad Argentina de Escritores).

## Obras
- Extraños huéspedes (1947)
- Narcisa Garay, mujer para llorar, (obra de teatro estrenada en 1959)
- Temas y aptitudes (1949)
- Constantes de la literatura argentina (1953)
- Lugones escritor (1955)
- Poesía argentina del siglo XX (1957)
- Ricardo Güiraldes (1961)
- Tres Tragicomedias Porteñas: Narcisa Garay, mujer para llorar; Antiyer y Corazón de Tango (1977)
- Relecturas Argentinas de José Hernández a Alberto Girri (1978)
- Vividuras o Libro de Muchas Advertencias y Algunas Incertidumbres (1981)
- Noticias más o menos sociales (1981)